# Kabinett Obote II

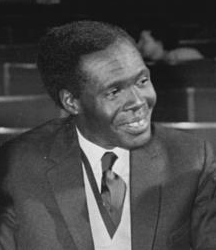
Apollo Milton Obote (1960)

Das Kabinett Obote II wurde in Uganda am 15. April 1966 gebildet, nachdem Apollo Milton Obote das Amt des Präsidenten von Uganda übernommen hatte. Es löste das Kabinett Obote I ab, das Obote nach seinem Amtsantritt als Premierminister am 30. April 1962 gebildet hatte. Nach Obotes Amtsantritt als Staatspräsident wurde das Amt des Premierministers abgeschafft und die Regierung bis zur Wiedereinführung des Amtes des Premierministers am 1. August 1980 als Präsidialkabinett gebildet. Das Kabinett Obote II blieb bis zum Sturz Obotes durch Idi Amin am 25. Januar 1971 im Amt und wurde daraufhin durch das Kabinett Amin abgelöst.

## Kabinettsmitglieder
Dem Kabinett gehörten folgende Personen an:
| Amt | Amtsinhaber                                                | Bemerkungen                                                            |
| --- | ---------------------------------------------------------- | ---------------------------------------------------------------------- |
| Präsident | Apollo Milton Obote                                        | 1966                                                                   |
| Vizepräsident | John Kabwimuka Babiiha                                     | 1966                                                                   |
| Minister für Landwirtschaft und Genossenschaften                                                                 | Akbar Adoko Akiki Nekyon John Kakonge                      | 1966 Mai 1967                                                          |
| Minister für Viehwirtschaft, Glücksspiel und Fischerei                                                           | John Kabwimuka Babiiha                                     | 1966                                                                   |
| Kabinettsminister                                                                                                | Joshua Nabusoba Khaluswa Wakholi                           | 1966 Mai 1967: Zusammenlegung mit Minister für den öffentlichen Dienst |
| Minister für Handel und Industrie                                                                                | Cuthbert Joseph Obwangor William Kalema                    | 1966 Mai 1967                                                          |
| Minister für Kultur und Gemeinschaftsentwicklung                                                                 | Constantine Branga Katiti                                  | 1966                                                                   |
| Verteidigungsminister                                                                                            | Felix Onama                                                | 1966                                                                   |
| Bildungsminister                                                                                                 | Sejjengo Joshua Luyimbazi Zake                             | 1966                                                                   |
| Minister für ostafrikanische Angelegenheiten                                                                     | Ivan Kamugasa Majugo                                       | Februar 1968                                                           |
| Finanzminister                                                                                                   | Laurence Kalule-Settala                                    | 1966                                                                   |
| Außenminister | Samuel Odaka                                               | 1966                                                                   |
| Gesundheitsminister                                                                                              | Shaban Kirunda Nkutu John Wycliffe Lwamafa                 | 1966 Mai 1967                                                          |
| Minister für Information, Rundfunk und Tourismus                                                                 | Alex Ojera                                                 | 1966                                                                   |
| Innenminister | Basil Bataringaya                                          | 1966                                                                   |
| Arbeitsminister                                                                                                  | Lameck Lubowa                                              | 1966                                                                   |
| Minister für Mineralien und Wasserressourcen                                                                     | Max Lokwang Choudhry                                       | 1966                                                                   |
| Minister für Planung und wirtschaftliche Entwicklung                                                             | John Kakonge Cuthbert Joseph Obwangor J. M. Okae           | 1966 Mai 1967 August 1967 Januar 1968                                  |
| Minister für den öffentlichen Dienst Mai 1967: Minister für den öffentlichen Dienst und Kabinettsangelegenheiten | James Silas Malilo Ochola Joshua Nabusoba Khaluswa Wakholi | 1966 Mai 1967                                                          |
| Minister für Regionalverwaltung Mai 1967: Minister für Regionalangelegenheiten                                   | John Wycliffe Lwamafa James Silas Malilo Ochola            | 1966 Mai 1967                                                          |
| Minister für öffentliche Arbeiten, Kommunikation und Wohnungsbau                                                 | William Kalema Shaban Kirunda Nkutu                        | 1966 Mai 1967                                                          |
| Generalstaatsanwalt                                                                                              | Godfrey Binaisa                                            | 1966 August 1967                                                       |
| Staatsminister im Außenministerium                                                                               | Eria Muwanga Babumba                                       | 1966                                                                   |
| Staatsminister                                                                                                   | E. Y. Lakidi                                               | Mai 1967                                                               |